# Zosterops minor
Zosterops minor là một loài chim trong họ Zosteropidae.